# Adobe After Effects
Adobe After Effects je digitalni softver za kompjutersku grafiku koji se koristi za kreiranje vizuelnih efekata, pokreta i kompozicija u video produkciji. Razvila ga je kompanija Adobe Inc. i prvi put je izdat 1993. godine. After Effects je postao standardni alat u industriji video produkcije i često se koristi u filmovima, reklamama, muzičkim spotovima i TV emisijama.

## Istorija
Adobe After Effects je prvobitno razvijen od strane kompanije CoSA (Company of Science and Art) pod imenom „Adobe After Effects 1.0". Nakon što je Adobe kupio CoSA 1993. godine, program je integrisan u Adobe sistem proizvoda i postao je poznat kao „Adobe After Effects”.
Prva verzija After Effects-a bila je ograničena na Apple Macintosh računare, ali je kasnije podržala i Windows platformu. Kroz godine, Adobe je kontinuirano unapređivao softver, dodajući nove funkcije i poboljšavajući performanse, što je rezultiralo njegovim postavljanjem kao vodećeg alata za postprodukciju u industriji video produkcije.

## Funkcionalnosti
After Effects omogućava korisnicima da kreiraju različite vrste vizuelnih efekata, uključujući:
- Pokretne grafike: Korisnici mogu kreirati animirane tekstove, logotipe i grafičke elemente.
- VFX (vizuelni efekti): Softver pruža širok spektar efekata kao što su keying, rotoscoping, kompozicija slojeva, stabilizacija slike i mnogi drugi.
- Pokretne slike: Korisnici mogu kreirati animirane grafike, manipulisati video materijalom i primenjivati različite filtere i efekte.
- 3D grafika. After Effects podržava rad sa 3D modelima i omogućava korisnicima da kreiraju složene 3D kompozicije i efekte.[3]

## Upotreba
After Effects se često koristi u postprodukciji filmova, reklama, muzičkih spotova i TV emisija. Profesionalni animatori, dizajneri i montažeri često koriste ovaj softver za dodavanje efekata, animaciju teksta, manipulaciju video materijala i kreiranje kompleksnih kompozicija.

## Popularnost i uticaj
Adobe After Effects je postao neizostavan alat u industriji video produkcije i postao je standardni softver za kreiranje vizuelnih efekata i animacije. Mnogi filmovi, TV emisije i reklame koriste efekte koji su kreirani pomoću ovog programa. Takođe, After Effects je popularan među amaterima i entuzijastima koji žele da kreiraju sopstvene video projekte.

## Razvoj i Inovacije
Kroz godine, Adobe After Effects je doživeo brojne inovacije i unapređenja. Nove verzije softvera donose poboljšane performanse, napredne funkcionalnosti i alate koji olakšavaju rad korisnicima. Uvođenjem novih tehnologija kao što su GPU ubrzanje i integracija sa drugim Adobe aplikacijama, After Effects postaje sve snažniji alat za profesionalce u industriji.

## Zajednica i Obrazovanje
Adobe After Effects ima veliku zajednicu korisnika i entuzijasta koji dele svoje znanje, resurse i projekte. Postoje brojne online platforme, forumi, tutorijali i kursevi koji pomažu korisnicima da nauče i unaprede svoje veštine u korišćenju programa. Ovaj vid podrške i obrazovanja doprinosi popularnosti i širenju kreativne upotrebe After Effects-a.

## Literatura
- "Adobe After Effects CC Classroom in a Book" by Lisa Fridsma and Brie Gyncild - Ova knjiga pruža detaljne lekcije i vežbe kako biste naučili osnove i napredne tehnike u Adobe After Effects.
- "The After Effects Illusionist" by Chad Perkins - Ova knjiga istražuje napredne tehnike i trikove za stvaranje impresivnih vizuelnih efekata u After Effects-u.
- "After Effects Apprentice" by Trish Meyer and Chris Meyer - Ova knjiga nudi praktične lekcije i projekte koji će vam pomoći da naučite osnove After Effects-a i razumete osnovne koncepte animacije.
- "Creating Motion Graphics with After Effects: Essential and Advanced Techniques" by Chris Meyer and Trish Meyer - Ova knjiga je odličan resurs za one koji žele da nauče kako da kreiraju kompleksne animacije i efekte u After Effects-u.
- "The Green Screen Handbook: Real-World Production Techniques" by Jeff Foster - Iako se ne fokusira direktno na After Effects, ova knjiga pruža sveobuhvatan vodič o korišćenju zelenog ekrana u video produkciji, što je veoma korisno znanje za one koji rade sa vizuelnim efektima u After Effects-u.